# Otomys tropicalis
Otomys tropicalis је врста глодара из породице мишева (лат. Muridae). 

## Распрострањење
Врста има станиште у Бурундију, ДР Конгу, Кенији, Малавију, Руанди, Судану, Танзанији и Уганди.

## Станиште
Врста Otomys tropicalis има станиште на копну.
Врста је по висини распрострањена до 4.500 метара надморске висине.

## Угроженост
Ова врста није угрожена, и наведена је као последња брига јер има широко распрострањење.

### Популациони тренд
Популација ове врсте је стабилна, судећи по доступним подацима.